# Kitarō
Kitarō (n. Masanori Takahashi, 高橋正則 Takahashi Masanori, 4 februarie, 1953) este un muzician, compozitor și multi-instrumentist japonez, considerat un pionier al muzicii New Age.

## Tinerețea
După absolvirea liceului, Kitaro s-a mutat în Tokyo pentru a intra pe scena muzicală, descoperind sintetizatorul. Primul său sintetizator a fost unul analogic și își amintește că "a iubit sunetul analog comparativ cu sunetul digital de astăzi".
Părinții săi s-au opus inițial dorinței fiului lor de a avea o carieră muzicală. Într-o încercare de a influența copilul spre voia lor au făcut aranjamente pentru a fi angajat la o companie locală. În schimb, el a plecat de acasă fără să le spună. S-a întreținut prin luarea unor slujbe cu jumătate de normă cum ar fi bucătar sau slujbe în serviciul civil iar noaptea compunea melodii.
La începutul anilor 1970 a trecut complet pe claviatura electronică. S-a alăturat grupului muzical japonez Far East Family Band care s-a format în 1965 și a realizat turnee cu ei în jurul lumii. Când se afla în Europa l-a cunoscut pe interpretul german de muzică electronică și fost membru al Tangerine Dream, Klaus Schulze. Schulze a produs două albume pentru trupă și i-a oferit lui Kitaro câteva sfaturi pentru sintetizatoare. În 1976 Kitaro a părăsit Far East Family Band și a călătorit prin Asia (China, Laos, Tailanda și India).

## Proiecte solo
La întoarcerea în Japonia Kitaro și-a început cariera solo în 1977. Primele două albume, Ten Kai și Full Moon Story au devenit favorite ale fanilor mișcării New Age incipiente. A interpretat în primul său concert simfonic la Kosei Nenkin Kaikan din Shinjuku, Tokyo.
Silk Road
Silk Road: The Rise And Fall Of Civilizations (Drumul mătăsii: Ascensiunea și decăderea civilizațiilor) este o serie de documentare de pe NHK difuzat pentru prima dată pe 7 aprilie 1980, transmis pe o perioadă de zece ani. A fost 17 ani în producție și este considerat un reper în istoria televiziunii japoneze. Intenția documentarelor a fost să dezvăluie modul în care Japonia antică a fost influențată de comerțul cu mătase. Naratorul documentarelor era Koji Ishizaka, iar muzica era compusă de Kitaro. La insistențele lui Kitaro documentarele au fost transmise cu sunet stereo. Muzica a fost compusă în principal utilizând un Minimoog. Coloanele sonore care au fost create pentru documentare i-au adus lui Kitaro atenția internațională și s-au vândut în milioane de exemplare.
1986-1992
A semnat un contract internațional cu Geffen Records în 1986. Contractul includea relansarea a șase albume anterioare (Astral Voyage, Full Moon Story, Millennia, India, Silver Cloud și Asia) precum și un nou album, pe bună dreptate intitulat Towards the West. În 1987 a colaborat cu Mickey Hart de la Grateful Dead pentru albumul Light of the Spirit, iar în 1992 a colaborat cu Jon Anderson de la Yes pentru albumul Dreams. În 1988 vânzările sale au ajuns la cota zece milioane după un turneu american de succes. În perioada Geffen a avut trei nominalizări la premiile Grammy. Muzica sa pentru filmul „Heaven & Earth” i-a adus un Glob de Aur pentru Cea mai bună coloană sonoră.